# Söderfjärden (norr om Strömsö, Raseborg)
För andra betydelser, se Söderfjärden (olika betydelser).
Söderfjärden är en fjärd i Finland. Den ligger i landskapet Nyland, i den södra delen av landet, 70 km väster om huvudstaden Helsingfors.